# Remontoir

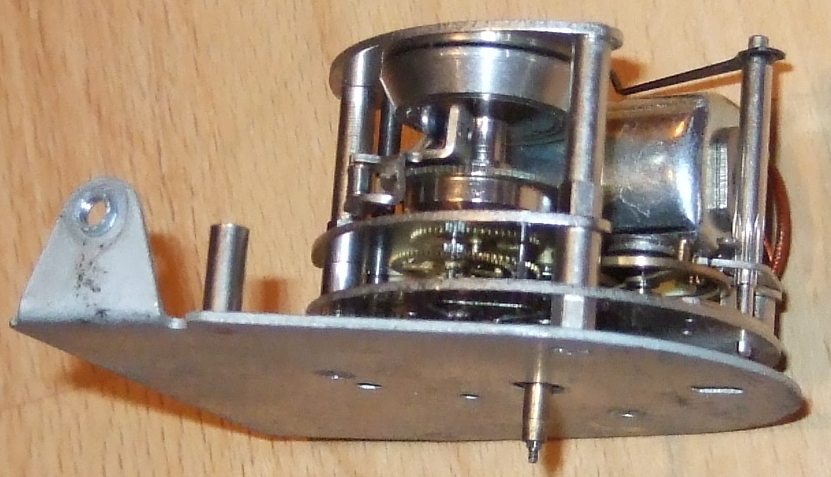
Remontoir electromagnètic Kienzle.

En rellotgeria mecànica, un remontoir (del francès remonter, que significa "donar corda") és una petita font secundària d'energia, un pes o ressort, que fa funcionar el mecanisme de cronometratge i que es rebobina periòdicament amb la font d'energia principal del rellotge, com era el ressort motor.

## Història
El remontoir de gravetat va ser inventat pel rellotger suís Jost Burgi al voltant de 1595. En general, el "Kalenderuhr" (tres mesos de funcionament, impulsat per ressort , calendari-rellotge d'escriptori) Burgi es considera el rellotge supervivent més antic amb un remontoir , fins i tot si no proporciona energia a l'escapament durant els pocs segons del cicle diari on es troba el remontoir . el pes s'acaba amb la ressort. Avui dia, tots els mecanismes de remontoir estan dissenyats per subministrar energia a l'escapament durant el cicle de reinici del remontoir .
El remontoir de ressort va ser inventat pel rellotger anglès John Harrison durant el desenvolupament del seu cronòmetre marí H2 el 1739. El dibuix de treball de Harrison del dispositiu es conserva a la Biblioteca de la Worshipful Company of Clockmakers de Londres, Anglaterra.
Molts rellotges de butxaca francesos i suïssos després de 1860 van ser estampats a la part posterior amb la paraula Remontoir. Això només volia dir que no s'havia de donar cordar amb una clau. Etimològicament el terme és correcte, el ressort principal està "rebobinat" per alguna altra força que no sigui una clau, però aquests rellotges normalment no contenen un remontoir amb el sentit que te la paraula avui dia.

## Com funciona
Es va utilitzar en uns quants rellotges de precisió per col·locar la font d'energia més a prop de l'escapament, augmentant així la precisió compensant les variacions de la força motriu causades per la irregularitat de la fricció del tren d'engranatges. En els rellotges de precisió impulsats per ressort , de vegades s'utilitza un remontoir de gravetat per substituir la força desigual lliurada pel ressort principal que baixa per la força de gravetat més constant que actua sobre un pes. En els rellotges de torre, serveix per separar les grans forces necessàries per impulsar les agulles de les modestes forces necessàries per impulsar l'escapament que manté el pèndol oscil·lant. Un remontoir no s'ha de confondre amb una molla de manteniment, que només s'utilitza per mantenir el rellotge en marxa mentre es dona corda.
Els remontoirs s'utilitzen perquè el mecanisme de cronometratge en rellotges, el pèndol o el volant, mai no és isòcron ; la seva velocitat es veu afectada pels canvis en la força motriu aplicada. En els rellotges impulsats per ressort , la força motriu disminueix a mesura que s'esgota el ressort principal. En els rellotges impulsats per pes, la força motriu, proporcionada per un pes suspès per una corda, és més constant, però les imperfeccions en el tren d'engranatges i les variacions en la lubricació també provoquen petites variacions. En els rellotges de torreta, les agulles grans, que estan connectades al tren de rodes del rellotge, estan exposades a la intempèrie a l'exterior de la torre, de manera que els vents i les acumulacions de gel i neu apliquen forces pertorbadores a les agulles, que es transmeten al tren de rodes.
Amb un remontoir , l'única força que s'aplica a l'escapament del rellotge és la de el ressort o el pes del remontoir , de manera que queda aïllat de qualsevol variació de la font d'alimentació principal o del tren de rodes, que només s'utilitza per rebobinar el remontoir . Els remontoirs estan dissenyats per rebobinar amb freqüència, a intervals d'entre quinze segons i una hora. El procés de rebobinat s'activa automàticament quan el pes o el ressort del remontoir arriba al final de la seva potència. Aquest rebobinat freqüent és una altra font de precisió, perquè fa la mitjana de qualsevol variació en la freqüència del rellotge a causa dels canvis en la força del propi remontoir . Si el ritme del rellotge varia a mesura que s'esgota la ressort del remontoir , aquesta variació es repetirà una vegada i una altra, cada vegada que el remontoir passi pel seu cicle, de manera que no tindrà cap efecte sobre el ritme a llarg termini del rellotge.

## Tipus
Els remontoirs es distingeixen per la seva font d'energia:
- Un remontoir de gravetat és aquell que utilitza un pes per poder donar corda. S'utilitza en rellotges de pèndol de precisió.
- Un remontoir de ressort utilitza una molla. És l'únic tipus que es pot utilitzar en rellotges de polsera, ja que la força d'un pes es veuria alterada pels moviments del canell de l'usuari.
- Un remontoir elèctric pot ser de tipus gravitacional o de ressort. En ell, el pes o ressort es remunta elèctricament, amb un motor o solenoide. S'utilitza en rellotges amb moviments mecànics tradicionals fent-los funcionar amb electricitat.

També es poden classificar per on es troba el remontoir en relació amb el tren de rodes:
- Un remontoir d'escapament aplica la seva força directament a la roda d'escapament de l'escapament. Els remontoirs de ressort solen ser d'aquest tipus.
- Un remontoir de tren aplica la seva força a una de les rodes abans de l'escapament, generalment a la roda que acciona la roda d'escapament.

## Remontoirs elèctrics en rellotges d'automòbil

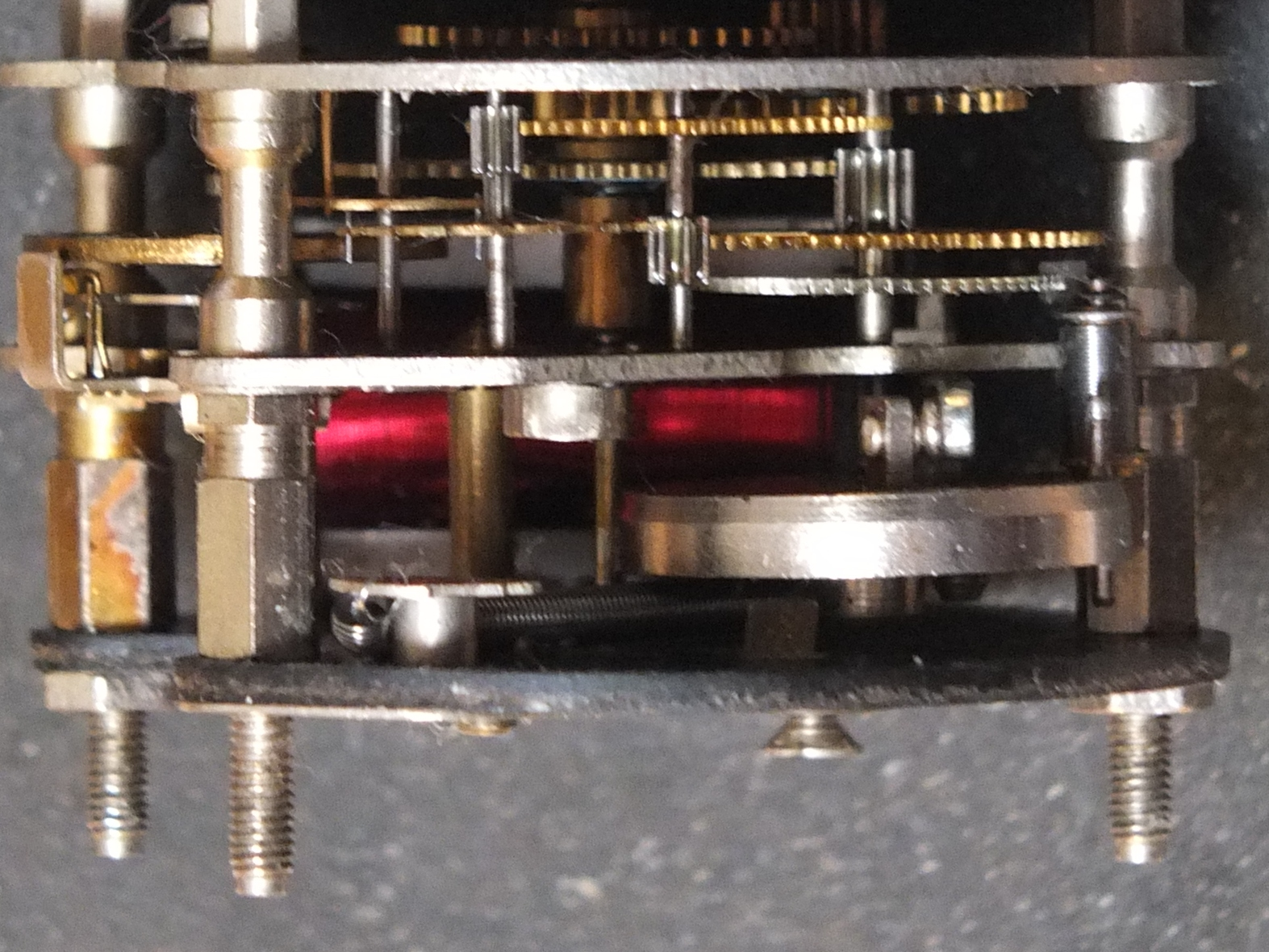
Mecanismes interns d'un rellotge remontoir elèctric d'un Rover P4 dels anys 60: el solenoide vermell és visible a la part posterior i els punts de commutació, a través dels quals el solenoide enrotlla el ressort, es troben a la dreta i en la seva posició tancada.

Abans de l'ús comú dels rellotges electrònics en els automòbils, aquests rellotges tenien moviments mecànics, alimentats per un remontoir elèctric. Una molla d'accionament de baixa potència donava corda cada pocs minuts mitjançant un pistó amb un solenoide, alimentat per la bateria de servei del vehicle i activat per un interruptor quan la tensió de el ressort baixava d'un mínim. Aquests rellotges eren, però, notòriament inexactes, ja que estaven fets el més barat possible.
Molts Rover (P4 a P6 ), Ford (Mk1 Escort, Mk2 Cortina i Mk1 Capri GT/RS ) i Triumph (Dolomite, 2000/2500 i Stag ), així com alguns Jaguar (S3 E-type), Daimler (DS420 ) i els cotxes Aston Martin (V8 ) estaven equipats amb rellotges Kienzle que donaven corda mitjançant aquests remontoirs elèctrics que feien un "clac" cada certs minuts.